# 塔米施巴赫圖爾姆山

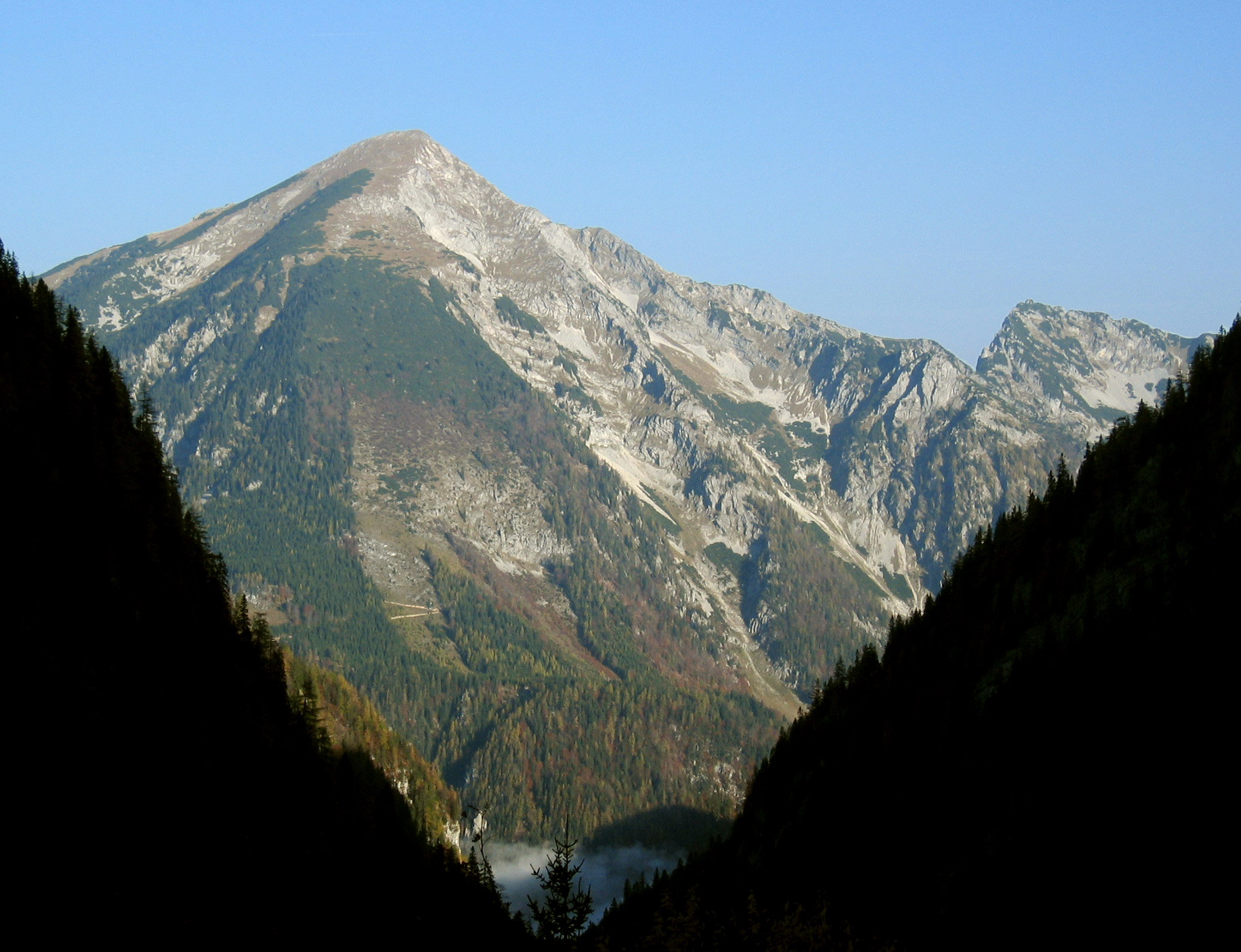

47°36′54″N 14°41′56″E / 47.61500°N 14.69889°E
塔米施巴赫圖爾姆山（德語：Tamischbachturm），是奧地利的山峰，位於該國东部，由施泰爾馬克州負責管轄，屬於恩斯塔爾阿爾卑斯山脈的一部分，海拔高度2,035米，每年平均降雨量1,513毫米。